# 叢豊丸 (2代目)
二代目 叢豊丸（にだいめ くさむら とよまる、生没年不詳）とは、江戸時代の浮世絵師。

## 来歴
二代目勝川春朗（叢豊丸）の門人。寛政6年（1794年）頃に初代豊丸が二代目春朗を襲名した時から、二代目叢豊丸を襲名したと推定される。作画期は寛政から享和の頃にかけてで、絵暦や洒落本の挿絵などを描いている。

## 作品
- 『快談文草』　※内新好撰、寛政10年（1798年）の序あり
- 『ゆうべの茶がら』 　※洒落本、艶示楼主人作。寛政12年
- 『戯作評判　花折紙』　※十文字舎自惚他編、享和2年（1802年）